# Liste der Gedenktafeln in Berlin
Diese Seite gibt einen Überblick über Gedenktafeln in den Berliner Bezirken.
- Liste der Gedenktafeln im Bezirk Charlottenburg-Wilmersdorf
- Liste der Gedenktafeln im Bezirk Friedrichshain-Kreuzberg
- Liste der Gedenktafeln im Bezirk Lichtenberg
- Liste der Gedenktafeln im Bezirk Marzahn-Hellersdorf
- Liste der Gedenktafeln im Bezirk Mitte
- Liste der Gedenktafeln im Bezirk Neukölln
- Liste der Gedenktafeln im Bezirk Pankow
- Liste der Gedenktafeln im Bezirk Reinickendorf
- Liste der Gedenktafeln im Bezirk Spandau
- Liste der Gedenktafeln im Bezirk Steglitz-Zehlendorf
- Liste der Gedenktafeln im Bezirk Tempelhof-Schöneberg
- Liste der Gedenktafeln im Bezirk Treptow-Köpenick